# Col anatomique de l'humérus
Le col anatomique de l'humérus est le sillon circulaire qui sépare la tête humérale des petit et grand tubercules de l'humérus.

## Description
Le col anatomique de l'humérus est une rainure étroite dans sa partie supérieure et plus marqué dans sa partie inférieure. Au-dessus du petit tubercule de l'humérus, il est échancré par l'insertion du ligament gléno-huméral supérieur.
C'est la zone d'insertion de la capsule de l'articulation gléno-humérale.
Il est perforé par de nombreux foramens vasculaires.